# سميح فرسون
سميح فرسون (ولد في حيفا عام 1937 - توفي في 9 حزيران 2005 في نيو بوفالو)، هو أكاديمي وعالم اجتماع فلسطيني أمريكي.

## حياته
ولد في مدينة حيفا في عام 1937 وتلقى تعليمه الابتدائي في مدرسة الفرير في حيفا ولجأ في نكبة 1948 مع أهله إلى لبنان. انتقل إلى الولايات المتحدة الأمريكية والتحق بكلية هاملتون ودرس فيها الفيزياء والرياضيات، وتابع دراساته العليا في موضوع علم الاجتماع ونال الدكتوراه من جامعة كونتيكيت. تزوج بكاثا كيسمان، ولهما ابنة.
عمل لثلاثين عاماً في تدريس علم الاجتماع في الجامعة الأميركية في واشنطن وتولى رئاسة قسم العلوم الاجتماعية فيها حتى تقاعده عام 2003. أسس كليتي الآداب والعلوم في الجامعة الأمريكية في الشارقة في الإمارات العربية المتحدة وترأس عمادتها في الفترة الواقعة بين 1997 - 1999. في عام 2004 عيّن عميداً لكلية الفنون في الجامعة الأمريكية في الكويت حتى العام 2004.
شارك في تأسيس كل من جمعية خريجي الجامعات الأمريكية العرب، وجمعية علماء الاجتماع العرب، وعمل محرراً لفصلية دراسات عربية (بالإنجليزية: Arab Studies)‏، وكان عضواً في محافل عديدة منها المجلس الاستشاري لمجلة دراسات الأراضي المقدسة (بالإنجليزية: Journal of Holy Land Studies)‏ الصادرة في لندن، ومجلس إدارة صندوق القدس (بالإنجليزية: Jerusalem Fund)‏.
له حوالي 75 نشرية بين مقالة وكتاب وفصل في كتاب، معظمها باللغة الإنكليزية، وترجمت كتبه كذلك إلى الفارسية والفرنسية والإيطالية والألمانية. له 6 كتب تتمحور حول الشؤون الاجتماعية والسياسية المتعلقة بالمنطقة العربية،

## بعض مؤلفاته
- Arab Society، سلسلة محاضرات قدمها في الجامعة الأميريكية في واشنطن عام 1985، دار نشر Routledge، عام 2013، ASIN B00FQDFTSY.
- Iran، دار نشر Routledge، عام 1993، ASIN B00GUDBGTA.
- جذور الحملة الأمريكية على الإرهاب، فصل في كتاب «العرب والعالم بعد 11 أيلول»، مركز دراسات الوحدة العربية، بيروت، 2002.
- Palestine and the Palestinians، دار نشر Westview Press، صدر عام 1997، ASIN B01K0PM42G.
- فلسطين والفلسطينيون، ترجمة عطا عبد الوهاب، مركز دراسسات الزحدة العربية، بيروت، 2003.[4] ASIN B0771TF4KC.
- Culture and Custums of the Palestinian، دار نشر Greenwood، عام 2004، ISBN 0313320519.
- Palestine and the Palestinians: A Social and Political History، طبعة جديدة منقحة لكتاب "فلسطين والفلسطينيون، بالاشتراك مع نصير عاروري، دار نشر Westview Press، عام 2006، ASIN B01B17TM9K.

## وفاته
توفي في 9 حزيران 2005 في نيو بوفالو في ولاية ميشيغان الأمريكية ودفن فيها.

## تكريم بعد وفاته
توفي في العام 2005. خلدته مدينة رام الله بتسمية أحد شوارعها باسم سميح فرسون.

## روابط خارجية
- مداخلات متلفزة لسميح فرسون